# Ecoult
Ecoultは、オーストラリアを拠点とするエネルギー貯蔵企業であった。
2007年にオーストラリア連邦科学産業研究機構（CSIRO）によって設立された。CSIROはウルトラバッテリー技術（電気二重層コンデンサと鉛蓄電池のハイブリッド型電池）を発明した。この技術を利用した大規模エネルギー貯蔵システムのためのモジュールとバッテリー管理ソフトウェアの開発研究を行うための子会社としてEcoultを設立した。
2010年5月、米国のEast Penn ManufacturingがCSIROからEcoultとウルトラバッテリー製造のグローバルライセンス（古河電池がライセンスを保持する日本とタイ以外の地域）を取得した。
Ecoultは2013年にCleantech Groupの2013 Global Cleantech 100に選ばれた。
2020年7月、East Penn ManufacturingはEcoultへの投資を段階的に縮小していることを発表した。2021年1月、Ecoultのウェブサイトで同社が業務を停止したことが発表された。
2023年現在、"Ecoult" は中国の廈門銀河龍芯科技有限公司（厦门银河龙芯科技有限公司、Xiamen Galaxy Camphol Technology Co., Ltd.）の登録商標となっている。